# علم النفس البيئي
يدرس علم النفس البيئي (الإنجليزية: Ecopsychology) العلاقة بين البشر وعالم الطبيعة من خلال المبادئ البيئية والنفسية. يسعى المجال إلى تطوير وفهم طرق توسيع الاتصال العاطفي بين الأفراد والعالم الطبيعي، وبذلك يساعد الأفراد في تطوير أنماط حياة مستدامة وتدارك الابتعاد عن الطبيعة. يعود الفضل إلى ثيودور روزاك في صياغة المصطلح في كتابه لعام 1992 بعنوان «صوت الأرض»، على الرغم من أن مجموعة من علماء النفس وعلماء البيئة في بيركلي ومن ضمنهم ماري غوميز وآلن كانر كانوا يستخدمون المصطلح بشكل مستقل لوصف عملهم الخاص في الوقت نفسه. وسع كل من روزاك وغوميز وكانر الفكرة لاحقًا ضمن مقتطفات أدبية بعنوان «علم النفس البيئي» عام 1995. وُجد كتابان آخران لعبا دورًا تكوينيًا لهذا المجال هما مجلد بول شيبرد عام 1982 بعنوان «الطبيعة والجنون» الذي استكشف تأثير تناقص التحامنا المستمر بالطبيعة البرية على تطور الإنسان النفسي، وكتاب الفيلسوف ديفيد أبرام «لعنة الإحساس: الإدراك واللغة في عالم أكثر من إنساني» الذي نشر عام 1996. كان الأخير أول كتاب مقروء على نطاق واسع دفع بعلم الظواهر للاضطلاع بالقضايا البيئية والنفسية البيئية، دارسًا بالتفصيل الأبعاد الأرضية للتجربة الحسية وكاشفًا عن التأثير التاريخي لأنظمة الكتابة الرسمية على التجربة الإنسانية لإدارة الطبيعة والصوت والبواطن.
الفرضية الأساسية لعلم النفس البيئي تنص على أن العقل البشري يتأثر ويتقولب بواسطة العالم الاجتماعي الحديث، لكن بنيته العميقة تتكيف حتمًا -وتُحكم- بالبيئة الطبيعية الأكثر من إنسانية التي تطور فيها. تبعًا لفرضية البيوفيليا لعالم الأحياء إيدوارد أوسبورن ويلسون، للبشر غريزة فطرية للتواصل عاطفيًا مع الطبيعة، لا سيما جوانب الطبيعة التي تسترجع ما أطلق عليه علماء النفس التطوريون «بيئة التكيف التطوري»، والظروف الطبيعية التي تطور فيها النوع البشري للعيش.
يمتد مجال علم النفس البيئي إلى ما هو أبعد من المدى التقليدي لعلم النفس، الذي اعتبر أن النفس هي مسألة متعلقة بالإنسان وحده. يفحص علم النفس البيئي سبب استمرار الناس في السلوك التدميري للبيئة، ويطور أساليب التحفيز الإيجابي لتبني ممارسات مستدامة. تقترح الدلائل أن العديد من السلوكيات المدمرة للبيئة إدمانية على مستوى ما، وبالتالي تُضبط بفاعلية أكبر من خلال التلبية العاطفية الإيجابية بدلًا من إلحاق العار. تتضمن الأسماء الأخرى المستخدمة للإشارة إلى علم النفس البيئي «علم البيئة العميق» و«علم نفس غايا» و«علم البيئة النفسي» و«العلاج البيئي» و«علم نفس البيئة» و«علم النفس الأخضر» و«البيئة عبر الشخصية» و«العلاج العالمي» و«العلاج الأخضر» و«العلاج المتمركز حول الأرض» و«إعادة الأرض» و«العلاج النفسي المعتمد على الطبيعة» و«الاستشارات الشامانية» و«فلسفة علم البيئة» و«العلاج الحراجي».

## الفوائد العلمية
يقترح بعض الباحثين أن اتصال الفرد بالطبيعة يمكن أن يحسن العلاقات الشخصية والصحة العاطفية. ويعد نقل العلاج النفسي والفرد من داخل مباني المكاتب والمنازل ووضعهم في الهواء الطلق جزءًا لا يتجزأ من هذه الممارسة. طبقًا لمبادئ علم النفس البيئي، فالمشي في الغابة أو حديقة المدينة منعش لأنه غاية تطور البشر. درس علماء النفس أمثال روجر أولريش وريتشيل وستيفن كابلان وفرانسيس كو وآخرين الآثار المفيدة للاستقرار في الأماكن الطبيعية والنظر إلى صور المناظر الطبيعية على النفس البشرية. يناقش ريتشارد لوف في كتابه «آخر طفل في الغابة: إنقاذ أطفالنا من اضطراب نقص الطبيعة» بالتفصيل كيف يمكن أن يساعد تعرض الأطفال للطبيعة في علاج الاضطرابات العقلية، بما في ذلك اضطراب نقص الانتباه. ساعدت مجموعات المشي والتحدث التابعة لعالم النفس المجتمعي جاي هولمز إلى جانب أعضاء آخرين من الجمهور العام الناسَ المشخصين باضطرابات عقلية شديدة في الوصول إلى محاسن المشي في المساحات الخضراء في مدن وبلدات المملكة المتحدة.
البستنة هي إحدى طرق اختبار الفوائد العملية للتواصل مع الطبيعة، وخاصة في سياق تقليل التوتر والتعافي والوعي. أظهرت الدراسات التجريبية الأولية لآثار تخفيف التوتر أن الأشخاص الذين مارسوا البستنة بعد حالات الضغط الحاد كانوا قادرين على التعافي التام من الحدث، وتشير قياسات مستوى الكورتيزول لديهم إلى ارتفاع إيجابي في المزاج بعد البستنة. تظهر الفوائد النفسية للتفاعلات مع الطبيعة في مجال أصغر وأكثر كثافة في الحدائق، مما يوفر رؤية سريعة وسهلة الوصول لدورات حياة النبات. يمكن أيضًا لممارسة البستنة المنزلية أن تنمي شعور النجاعة الذاتية عبر الزمن، وخاصة بين كبار السن. يهتم علماء النفس أيضًا بالطرق التي تؤثر بها النباتات على الانتباه والشفاء. تتصف النباتات بكونها مصادر التهاء إيجابي، حيث تحول التركيز من الإحساس بعدم الراحة إلى الخصائص الجمالية للنباتات، ما يخفف الألم بصورة ملحوظة. يمكن للأفراد الذين لديهم الفرصة لإعادة التواصل مع الطبيعة من خلال الممارسات البستانية وفي البرية استعادة حس ملحوظ بالاتصال الاجتماعي والغبطة والصحة. التفاعل مع الطبيعة هو إجراء وقائي عملي ضد مسائل الصحة العقلية التي تنشأ عن التأمل (التفكير الشديد). عندما خرجت مجموعة من المشاركين في إحدى الدراسات للسير في الطبيعة، أظهروا مستويات أقل من التفكير الزائد وأظهروا نشاطًا عصبيًا أقل في القشرة المخية أمام الجبهية تحت الرُكبية، وهي منطقة مرتبطة بالمرض العقلي، في حين لم يظهر المشاركون الذين ساروا في المناطق المدنية أي تغييرات في أي من الناحيتين.
الفرضية الأخرى لعلم النفس البيئي هي أن الخطوات المتخذة لقبول الطبيعة وملاحظتها يمكن أن تزيد من حدة الحواس وتساعد الناس على تنمية مهارات جديدة. على سبيل المثال، تتحسن القدرة على تعقب الحياة البرية والتجول فيها إذا قُبلت الطبيعة بدلًا من الخوف منها. ويقترح علم النفس البيئي بشكل مماثل أن البحارة الذين يقدرون البحر يكتسبون حسًا شديدًا لاتجاهات النسيم. استكشف علماء النفس كيف تؤثر الحواس ببراعة على الدماغ في البيئات الطبيعية وتؤثر على الصحة الذاتية للشخص. تؤثر النباتات في المجال البصري على الدماغ سواء كانت موضع تركيز أم لا، وقد تساهم الأشكال الزرقاء والخضراء للطبيعة في تخفيف حالات القلق النفسي.

## احتضان الطبيعة
يستكشف علم النفس البيئي كيفية تطوير روابط عاطفية مع الطبيعة. ويعتبر هذا الأمر جديرًا بالاهتمام لأنه حين تُستَكشف الطبيعة وتُرى دون أحكام مسبقة، فهي تعطي مشاعر التناغم والتوازن والخلود والاستقرار. يرفض علم النفس البيئي بشكل كبير الرؤى الاختزالية للطبيعة التي تركز على لبنات بناء بدائية مثل الجينات، والتي تصف الطبيعة بأنها أنانية وأنها مجرد صراع من أجل البقاء. إذ يعتبر علم النفس البيئي أنه لم يكن هناك وصف علمي واستكشاف كافٍ للطبيعة، في مواضيع البرية والتقتير والروحانية والروابط العاطفية. على سبيل المثال، يعد التقتير أفضل طريقة لإنتاج شجرة تطورية للأنواع (التصنيف الفرعي)، ويقترح اختيار عمليات التكيّف التقتيرية. ومع ذلك، وفي وقتنا الراهن، يُنظر إلى الدماغ غالبًا على أنه معقد وتحكمه وحدات العقل الموروثة، بدلًا من اعتباره عضوًا بسيطًا يبحث عن التقتير داخل تأثيرات محيطه، ما يفسر تنوع المفاهيم في العقول.

## نشأة علم النفس البيئي
بدأ علم النفس البيئي مع ظهور نظريات الجشطالت في الأربعينيات من القرن العشرين، حيث اعتقد علماء النفس الجشطالت أن البشر لديهم ميل فطري إلى تنظيم عالمهم الإدراكي في أبسط صورة ممكنة، فالبشر مفطورون على جمع الأشياء وتصنيفها على أساس التشابه من هنا فهم علماء نفس البيئة إن البشر يقومون بدور إيجابي في بناء وصياغة إدراكاتهم للبيئة، كما اعتمد علم نفس البيئة في نشأته على علم النفس الاجتماعي الذي يرى علاقة وثيقة بين السلوك البشري والبيئة الفيزيائية المحيطة به.
- -  وقد انشأ روجر باركر، وهربرت رايت أول مشروع هدفه الوحيد دراسة الكيفية التي تؤثر بها بيئات العالم الواقعي على السلوك الإنساني سنة 1945م.
- - بدأ باركر ورايت في إجراء دراسات جماعية في المدن عن تأثير البيئة في سلوك الإنسان.
- - انبثق عن الدراسات المدنية الميدانية الجماعية علم النفس العمراني الذي دخل فيه الإنسان بسلوكه الحيوي عام 1989م ، وقد كان علم النفس العمراني هو الباعث على ظهور علم النفس البيئي الذي يؤكد دور الموقف الفيزيائي في استشارة السلوك الإنساني، هنا برز علم النفس البيئي في أوائل السبعينات وحتى التسعينيات من القرن العشرين.

## أسباب ظهوره
ظهر هذا العلم من أجل تحقيق الراحة النفسية وتحسين البيئات القائمة ولا يتجاهل الأهداف الأكاديمية، وكانت بداية ظهوره بهدف:
-  التخلص من المصطلحات التي أخذ بها علم النفس الاجتماعي.
-  لدراسة  العلاقة بين البيئة والسلوك التي أخذت في علم النفس البيئي كوحدة واحدة.

## مجالات علم النفس البيئي:
يقسم إلى ثلاثة مجالات أساسية:
- مجالات ذات طابع تنموي.
- مجالات تهتم بدراسة المشكلات البيئية وتشخيصها.
- مجالات تهتم بتعديل السلوك من أجل البيئة.